# Аллах-Юнь (посёлок городского типа)
Алла́х-Юнь (якут. Ааллаах-Үүн) — посёлок городского типа в Усть-Майском улусе Республики Якутия России.

## Этимология
Название получил по одноимённой реке.

## География
Посёлок находится на расстоянии 205 км к северо-востоку от посёлка городского типа Усть-Мая, административного центра улуса.

## История
Статус посёлка городского типа — с 1937 года. В 1939—1948 годах являлся административным центром Аллах-Юньского района. В 2004 году было принято решение о будущем закрытии посёлка. В 2004 году при формировании муниципальных образований в посёлке не было создано городское поселение, территория была отнесена к межселенной территории.

## Добыча полезных ископаемых
Разведка, поиск и добыча россыпного золота в Аллах-Юньской металлогенической зоне проводилась с 1930-х годов. К 2010 году крупные и доступные россыпи исчерпали свой ресурс.
Рудное золото в Аллах-Юньской металлогенической зоне искали в 1960—1980-х годах. Было найдено множество месторождений золотокварцевой малосульфидной формации малого объёма. Были построены три фабрики по добыче золота в месторождениях Дуэт (посёлок Югорёнок), Юр, Оночалах и Булар. На 2010 год добыча шла только на руднике Дуэт.

## Население
| 1939 | 1959  | 1970  | 1979  | 1989  | 2002 | 2009 |
| ---- | ----- | ----- | ----- | ----- | ---- | ---- |
| 2621 | ↘1622 | ↗2116 | ↘1903 | ↗2183 | ↘306 | ↘174 |
| 2010 | 2012  | 2013  | 2014  | 2015  | 2016 | 2017 |
| ↘96  | ↘87   | ↘78   | ↘67   | ↘62   | ↘60  | ↘44  |
| 2018 | 2019  | 2020  | 2021  |       |      |      |
| ↘34  | ↘33   | ↘31   | ↗35   |       |      |      |

## Известные уроженцы
- Погодаева, Мария Петровна (род. 1951) — советский и российский хозяйственный и политический деятель.